# Michael Goebel
Michael Goebel (* 12. Juli 1976 in München) ist ein deutscher Historiker. 

## Leben
Er erlangte 2006 den Ph.D. am University College London und habilitierte sich 2014 an der FU Berlin. Er lehrte am Europäischen Hochschulinstitut und an der Harvard University. Später war er Lehrstuhlinhaber am Hochschulinstitut für internationale Studien und Entwicklung in Genf. Seit 2021 ist er Einstein-Professor für Globalgeschichte am Friedrich-Meinecke-Institut der FU Berlin und seit 2023 Co-Direktor des Frankreich-Zentrums.
Sein Forschungsschwerpunkt ist die Geschichte von Migration, Städten und Nationalismus im 19. und 20. Jahrhundert. 
Mitte Juni 2024 forderte Goebel mit mehreren tausend weiteren Professoren und Dozenten den Rücktritt der Bildungs- und Forschungsministerin Bettina Stark-Watzinger aufgrund ihrer Erwägungen zur Kürzung von Forschungsmitteln für Hochschulangehörige, die zuvor gegen die Räumung eines propalästinensischen Protestcamps ausgesprochen hatten.

## Schriften (Auswahl)
- Argentina’s partisan past. Nationalism and the politics of history. Liverpool 2011, ISBN 1-84631-238-8.
- Overlapping geographies of belonging. Migrations, regions, and nations in the western South Atlantic. Washington, D.C. 2013, ISBN 978-0-87229-205-5.
- Anti-imperial metropolis. Interwar Paris and the seeds of Third World nationalism. New York 2015, ISBN 978-1-107-07305-0.